# Rosso Piceno

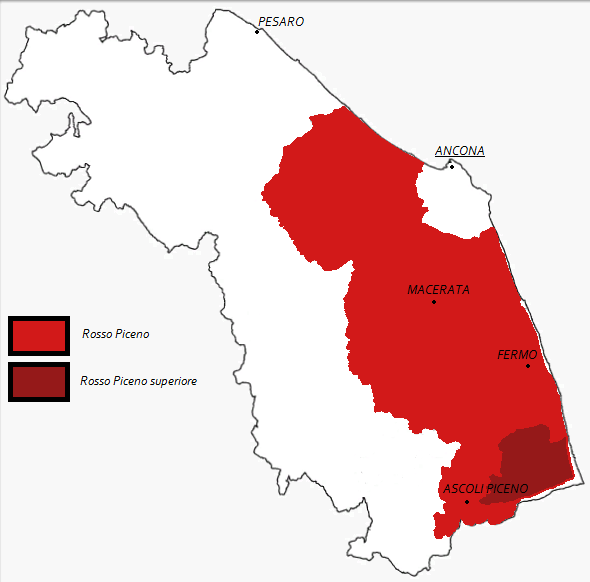
Mappa della zona di produzione dei vini DOC Rosso Piceno e Rosso Piceno superiore

Il Rosso Piceno è un vino DOC la cui produzione è consentita nelle province di Ancona, Ascoli Piceno, Fermo e Macerata.

## Caratteristiche organolettiche
- colore: rosso rubino più o meno intenso
- odore: caratteristico, delicato
- sapore: armonico, gradevolmente morbido

## Abbinamenti consigliati
Arrosti e grigliate di carne.

## Produzione
Provincia, stagione, volume in ettolitri
- Ancona  (1990/91)  6966,05
- Ancona  (1991/92)  6933,0
- Ancona  (1992/93)  9081,0
- Ancona  (1993/94)  9476,0
- Ancona  (1994/95)  9859,0
- Ancona  (1995/96)  4562,0
- Ancona  (1996/97)  5614,0
- Ascoli Piceno  (1990/91)  3660,0
- Ascoli Piceno  (1991/92)  2639,0
- Ascoli Piceno  (1992/93)  8048,0
- Ascoli Piceno  (1993/94)  4329,85
- Ascoli Piceno  (1994/95)  11709,04
- Ascoli Piceno  (1995/96)  11479,0
- Ascoli Piceno  (1996/97)  12267,43
- Macerata  (1990/91)  2110,85
- Macerata  (1991/92)  2765,42
- Macerata  (1992/93)  5435,31
- Macerata  (1993/94)  4882,43
- Macerata  (1994/95)  4320,33
- Macerata  (1995/96)  2571,4
- Macerata  (1996/97)  3373,13